# Frik
Frik is een buurtschap in de gemeente Dijk en Waard in de Nederlandse provincie Noord-Holland.
Frik ligt in het noorden van de gemeente Dijk en Waard, het is ten noordoosten van het dorp De Noord en ten noorden van Veenhuizen gelegen. Onder de buurtschap vallen de straten Frik en de Schapenweg. Ook de Veenhuizerweg, tussen de Harlingerstraat en de Schapenweg, wordt meestal bij de buurtschap gerekend, soms zelfs ook nog vanaf de Kerkweg van Veenhuizen.
De buurtschap bestaat voornamelijk uit agrarische bewoning met een aantal gewone huizen, die met name aan de Veenhuizerweg staan.
Stad: Heerhugowaard

Dorpen en gehuchten: Broek op Langedijk · De Noord · Koedijk (deels) · Noord-Scharwoude · Oudkarspel · Sint Pancras · Veenhuizen · Verlaat (deels) · Zuid-Scharwoude

Buurtschappen: Broekhorn · Draai · Frik · Kabel · 't Kruis · Pannekeet
Noord-Holland: Steden en dorpen      Nederland: Provincies · Gemeenten